# Wetmorena
Wetmorena — рід веретільницеподібних ящірок родини Diploglossidae. Представники цього роду є ендеміками острова Гаїті. Раніше їх відносили до роду Celestus, однак за результатами філогенетичного дослідження 2021 року, яке показало, що цей рід є парафілітичним, вони були переведений до відновленого роду Wetmorena, названого на честь американського орнітолога Александера Ветмора. 

## Види
Рід Wetmorena нараховує 2 види:
- Wetmorena agasepsoides (Thomas, 1971)
- Wetmorena haetiana Cochran, 1927